# Qukës
Qukës (Aussprache [ˈcuˌkəs]; albanisch auch Qukësi) ist eine Ortschaft im Qark Elbasan im Osten Albaniens. Bis 2015 war der Ort Sitz der gleichnamigen Komuna, seither gehört sie zur Gemeinde Përrenjas.

## Geographie und Verkehr
Qukës liegt im Tal des Shkumbin im hügeligen Osten Albaniens. Dem Flusslauf folgt die SH3, die zum West-Ost-Verkehrskorridor Albaniens gehört. Bei Qukës verlässt die SH3 das Shkumbintal und steigt nach Osten abzweigend zum Pass Qafë Thana an, wobei sie nach rund zehn Kilometern die Kleinstadt Përrenjas erreicht. Librazhd, der wichtigste Ort im Tal, ist rund 20 Kilometer im Nordwesten und die Qark-Hauptstadt Elbasan etwa 40 Kilometer im Westen entfernt. Die nordmazedonische Grenze bei Qafë Thana liegt rund 20 Kilometer im Osten. In der Nähe befindet sich der Ohridsee.
Der Betrieb auf der Eisenbahnstrecke der Hekurudha Shqiptare von Librazhd nach Pogradec, die den Ort passiert, wurde zwischenzeitlich eingestellt.

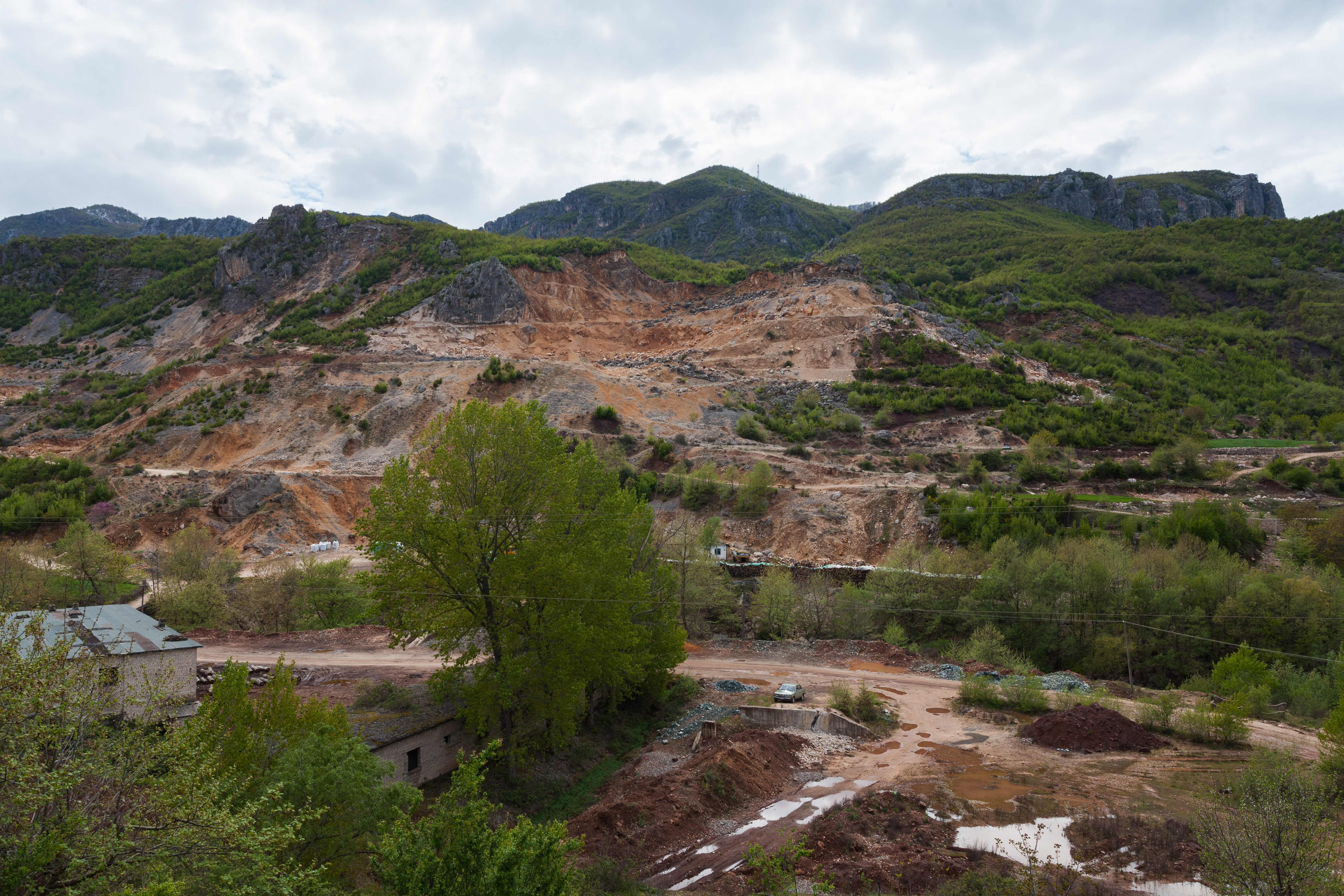
Chrommine bei Qukës

In der Umgebung von Qukës gibt es diverse Bodenschätze, die früher auch abgebaut wurden, darunter Eisen, Nickel und Chrom.

## Bevölkerung und Gliederung
Die Komuna Qukës hatte im Jahr 8211 Einwohner. Zur Verwaltungseinheit zählen die Dörfer Qukës, Qukës-Shkumbin, Qukës-Skënderbej, Skroska, Menik, Gurra, Berzeshta, Fanja, Karkavec, Dritaj, Pishkash und Pishkash-Veri.